# Brúnastaðir
Brúnastaðir – wieś położona w południowo-zachodniej części Islandii. 
Gospodarka wsi opiera się na rolnictwie i rybołówstwie.
W miejscowości urodzili się politycy: Ágúst Þorvaldsson oraz jego syn Guðni Ágústsson.